# 早安！琅勃拉邦
《早安！琅勃拉邦》是一部由泰國和老撾合資拍攝的電影，亦是自1975年以來老撾首部商業電影，由阿南達·艾華靈漢和坎莉·皮拉翁主演。該片百分之九十八的場景均在老撾拍攝，但只在老撾拍攝了13天。

## 劇情
職業攝影師頌（阿南達·艾華靈漢飾）是老撾和澳洲的混血兒，作為老撾人的父親自小向頌描述老撾的風土人情，但他卻從未到訪老撾。一天，他任職的雜誌社派他去老撾拍攝，他不情願地來到老撾，並聘請了當地導遊內（坎莉·皮拉翁飾）帶他去遊覽老撾和協助拍攝。內接待頌時是她第一次做導遊，所以經常迷路。在旅程中，頌探訪了十多年沒見，仍住在老撾的親戚。頌亦逐漸對內產生愛意，並認同自己是老撾的一分子。

## 製作過程
導演沙格迪猜·迪南和奧索尼·斯里薩柯達為了徵得老撾政府同意拍攝，故劇情方面較為軟性。一位老撾政府的官員參與了拍攝，而製作人員也刪去部份具爭議性的情節，從而確保能適當地刻畫老撾文化。
迪南曾經來到老撾，在當地戀上一名女子，幻想她是個導遊，這段經歷成為迪南執導此電影的靈感來源。迪南曾表示，他在拍攝之前一年已將劇本交給老撾政府，在他們作出部份修改後方允許在老撾拍攝。據電影的男主角阿南達·艾華靈漢透露，電影本來敘述一名泰國男孩愛上一名老撾女孩的故事，但老撾政府認為兩名角色均需代表老撾，故此將男主角的身份由泰國人變為老撾人。導演之一奧索尼·斯里薩柯達表示：「電影旨在呈現老撾文化，並展示老撾美麗的風景和城市。」他亦表示該電影主要進攻泰國市場，並可增加琅勃拉邦的知名度。電影其中一個監製為求籌得電影製作的資金，更按揭了自己的房子。
因為擁有老撾血統，男主角阿南達·艾華靈漢自薦參演這部電影。他表示由於這是一部小電影，資金不足，故此需要沿路拍攝，並需叩門向民居請求拍攝許可。而拍攝團隊所到之處，亦成為當地的重要事件。

## 評價與影響
由1975年巴特寮成立老撾人民民主共和國至這部電影上映之前，老撾只拍攝過宣傳電影和愛國電影。英國《獨立報》的一篇文章認為，老撾政府允許這部電影拍攝，有助發展老撾的電影業，並增加國家的收入。該文章亦表示，該電影起用老撾裔演員參演，為泰國和老撾兩國加強連繫的表現。
泰國有電影評論員認為，《早安！琅勃拉邦》將古朴、多山的国家描寫成一張可爱的风景明信片。